# 熊本市立高橋小学校
熊本市立高橋小学校（くまもとしりつ たかはししょうがっこう）は、熊本県熊本市西区高橋町にある公立小学校。

## 沿革
- 1874年（明治7年） - 高梁学校創立。
- 1888年（明治21年） - 上代小学校と大塘小学と合併し、尋常城山小学校となる。
- 1889年（明治22年） - 高梁小学校に改称。
- 1903年（明治26年） - 高橋尋常小学校に改称。
- 1920年（大正9年） - 高橋尋常高等小学校に改称。
- 1941年（昭和16年） - 高橋国民学校に改称。
- 1944年（昭和19年） - 三和町が成立し、城山校と合併して三和西国民学校となる。
- 1947年（昭和22年） - 三和町立三和西小学校に改称。
- 1950年（昭和25年）
  - 4月 - 三和町立三和小学校高橋分校に改称。
  - 5月1日 - 高橋村立高橋小学校に改称。
- 1953年（昭和28年） - 熊本市と合併し熊本市立高橋小学校に改称。

## 著名な卒業生
- 豊住賢一（熊本第一信用金庫理事長）
- 高野松山（漆芸家・人間国宝）
- 坂田倫子（卓球選手・シドニーオリンピック代表）
- 坂田愛（卓球選手・全日本選手権1998年優勝）